# Amastrini
Amastrini (лат.) — триба равнокрылых насекомых из семейства горбаток (Membracidae). Неотропика и Неарктика. Интродуцированы в страны Океании. Пронотум разнообразной формы, простой или вздутый (но без плечевых рогов), выступает назад и нависает над скутеллюмом и передними крыльями. Передние крылья с соединёнными базально жилками R и M, которые сильно расходятся около середины крыла. Задние крылья без поперечной жилки r-m; жилки R4+5 и M1+2 проходят рядом, но расходятся у вершины. Голени задней пары ног без продольного ряда капюшоновидных щетинок.

## Систематика
11 родов
- Amastris Stål, 1862
- Aurimastris Evangelista and Sakakibara, 2007
- Bajulata Ball, 1933
- Erosne  Stål, 1867
- Harmonides  Kirkaldy, 1902
- Hygris  Stål, 1862
- Idioderma  Van Duzee, 1909
- Lallemandia  Funkhouser, 1922
- Neotynelia  Creão-Duarte and Sakakibara, 2000
- Tynelia  Stål, 1858
- Vanduzea  Goding, 1892